# 창춘원

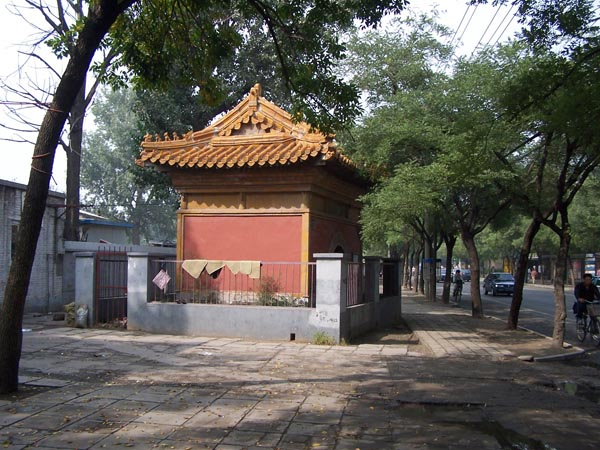
창춘원 은우사 산문

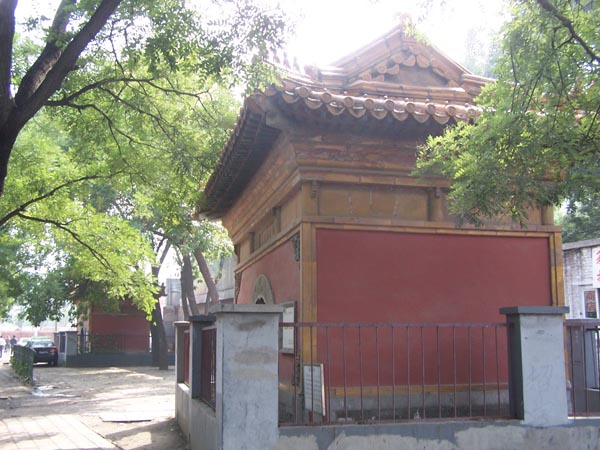
창춘원 은우사·은모사 산문

창춘원(暢春園)은 중국 베이징시 하이뎬구에 위치한 청나라의 황실 별장이다. 원명원의 남쪽, 베이징 대학의 서쪽에 위치한다.

## 역사
명나라 시대에 만력제의 외할아버지인 이위(李偉)가 건립한 정원인 청화원(淸華園)이 전신이다. 정원 안헤는 전호(前湖), 후호(後湖), 순해당(挹海堂), 청아정(淸雅亭), 청수음(聽水音), 화집정(花聚亭) 등을 비롯한 산수 건축물이 건립되어 있다. 명나라 문헌에 따르면 1,200여 묘(畝)에 달하는 부지를 차지하고 있어서 '경사제일명원'(京師第一名園)이라고 불렀다고 한다.
청화원은 명나라가 멸망한 이후에 폐허로 남아 있었다. 1684년에 강희제의 지시에 따라 청화원에 남아 있던 수맥산석을 이용하여 그 터에 강남 지방의 산수영(山水營)을 본든 창춘원을 조성하고 교외 피서 청정의 이궁으로 삼았다. 청나라의 궁정 화가인 엽조(葉洮)는 원림산수(園林山水)를 담당했고 강남 지방의 정원 장인인 장연(張然)은 적산리수(疊山理水, 산을 쌓고 물을 다스림), 만천하수계(萬泉河水系) 정비를 통해 강물을 끌어들였다. 또한 수해를 막기 위해 원서면(園西面)에 서제(西堤, 현재의 이화원 동제(頤和園 東堤))도 건립했다.
강희제는 매년 절반씩 창추원에 거주하다가 1722년(강희 60년)에 창춘원 안에 위치한 청계서옥(淸溪書屋)에서 세상을 떠났으며 옹정제, 건륭제를 비롯한 황제도 원명원에 거주했다. 그러나 창춘원 응춘당(凝春堂) 일대는 황태후의 관저로 바뀌었는데 그 중에서도 건륭제의 생모인 효성헌황후는 42년 동안에 걸쳐 원내에서 거주했을 정도로 숲은 좋아했다고 한다. 청나라가 중후반에 들어서면서 쇠퇴하면서 정원 내 건물의 증축과 보수는 점차 포기하는 경우가 많아졌고 도광(道光) 시대에는 도광제와 효화예황후가 원명원 기춘원(綺春園)에 거주했을 정도로 몰락하게 된다.
태평천국의 난이 진행 중이던 1860년에는 영국-프랑스 연합군이 청나라 베이징으로 진격하던 과정에서 창춘원이 원명원과 함께 불에 탔다. 창춘원은 제대로 보호되지 않은 채로 폐허로 남아있던 상태였기 때문에 창춘원 안에 남아 있던 건물들은 동치제 시대에 진행된 원명원 재건 과정에서 철거되었다. 의화단 운동이 진행되던 1900년에는 열강 8국 군대가 청나라 베이징을 점령하던 과정에서 인근 주민들과 열강 8국 군대가 창춘원을 약탈당했는데 정원에 있던 수목산석들도 모두 파괴되면서 사라졌다.
청나라가 멸망한 이후에는 은우사(恩佑寺)와 은모사(恩慕寺) 양쪽에 2개의 유리 산문(山門)만 남아 있었으나 지금의 문은 완전히 파괴되었다. 현재 창춘원 유적에는 베이다 자원 중학교(北達資源中學) 건물, 베이징 대학 교직원 기숙사형 주택, 베이징 대학 창춘위안 기숙사 지구가 건립되어 있다. 창춘원의 원문(園門) 터는 베이징 사환로(四環路) 공사 도중에 발견되었다. 은우사 및 은모사의 산문은 1981년에 베이징시 하이뎬구의 문화재 보호 단위로 지정되었다.